# Sophie Luck
Sophie Luck (17 de outubro de 1989) é uma atriz australiana.
Estudou e se Formou na Crestwood High School, e estudou teatro na escola Sydney Talent Company.
Sophie já fez vários comerciais, além de seriados de televisão. No dia-a-dia, gosta de cantar, dançar jazz, tocar violão, surfar, andar a cavalo e nadar. E mais: ela ganhou o prêmio de melhor atriz jovem do Australian Film Institute Award em 2005, pela sua atuação na primeira temporada da série Blue Water High.

## Filmografia
| Ano     | Título          | Papel              | Notas                                  |
| ------- | --------------- | ------------------ | -------------------------------------- |
| 2000    | Water Rats      | Polly Fleet        | Episode: "Chinese Checkers"            |
| 2003    | Home and Away   | Tamara Simpson     | Papel Recorrente                       |
| 2003    | Snobs           | Town Girl          | Season 1, epis. 7                      |
| 2005–08 | Blue Water High | Fiona 'Fly' Watson | Papel principal                        |
| 2009    | All Saints      | Lacey              | Season 12, epis. 1: "Out of the Ashes" |
| 2012–15 | SYD2030         | Frankie Goldstein  | 2 Seasons (23 episodes)                |
| 2013    | Whoopa-chow!    | Serena             | TV series                              |